# Свети Георги (Магарево)
Вижте пояснителната страница за други значения на Свети Георги.
„Свети Георги“ (на македонска литературна норма: „Свети Ѓорѓи“) е православна манастирска църква в битолското влашко село Магарево, Северна Македония, част от Преспанско-Пелагонийската епархия на Македонската православна църква – Охридска архиепископия.
Църквата е разположена северозападно от селото, в близост до гробищния храм „Свети Димитър“. Изградена е в 1871 година и функционира като католикон на женски манастир. По време на Първата световна война в района се водят тежки сражения и конаците на манастира са разрушени, като оцелява единствено храмът – еднокорабна сграда с полукръгла апсида на изток и камбанария на западния дял.
Църквата е базилика с открит трем на юг, полукръгла апсида на изток и камбанария на запад.